# کاستیلیونه دله استیویره
کاستیلیونه دله استیویره (به ایتالیایی: Castiglione delle Stiviere) یک کومونه در ایتالیا است که در استان منتووا واقع شده‌است.

## خصوصیات
کاستیلیونه دله استیویره ۴۲ کیلومترمربع مساحت و ۲۲٬۷۳۹ نفر جمعیت دارد و ۱۱۱ متر بالاتر از سطح دریا واقع شده‌است.

## خواهرخوانده
شهرهای Bezzecca، Monteprandone، Barentin و لویتکیرش ایم آلگاو خواهرخوانده‌های کاستیلیونه دله استیویره هستند.